# 표현형 전환
표현형 전환스위치(영어: phenotypic switching) 또는 표현형 전환은  여러 세포 형태 사이를 전환한다. 데이비드 솔(David R. Soll)박사등이 이러한 두 가지 시스템을 설명했다. 즉, 여러 형태학적 단계 사이의 안정된 상황에서의 첫 번째 스위칭 시스템과 불안정하거나 적응을 위해 발현을 표현해야하는 상황에서의 불투명 셀과 화이트 셀 사이의 두 번째 스위칭 시스템이다.

## 같이 보기
- 유전자-환경 상호작용
- 취약성-스트레스 모델